# HMS Black Prince (1942)
HMS Black Prince (81) (Корабль Его величества «Блэк Принс») — британский лёгкий крейсер типа «Беллона» (улучшенный «Дидо»). Был заказан по чрезвычайной военной программе 4 сентября 1939 года и заложен на верфи Harland & Wolff в Белфасте 2 ноября 1939 года. Спущен на воду 27 августа 1942 года, став пятым кораблём, носившим это имя в британском флоте с 1650 года. Вступил в строй 20 ноября 1943 года. Девиз корабля: «С большим мужеством» (англ. With high courage).

## История службы
20 ноября 1943 года стало датой завершения строительства и начала приёмочных испытаний. По завершении испытаний предпринял переход в Скапа-Флоу, чтобы присоединиться к 10-й крейсерской эскадре. В декабре действовал с кораблями Home Fleet. Позже переведён в командование юго-западных подходов, базирующееся в Плимуте, для действий по перехвату вражеских конвоев в Английском Канале и в Бискайском заливе (серия операций Tunnel). Действовал там до февраля, когда вернулся в Скапа-Флоу.
22 февраля присоединился к арктическому конвою JW-57 в качестве флагмана эскорта с эскортным авианосцем Chaser, эсминцами Meteor, Milne, Mahratta, Matchless, Obedient, Offa, Onslaught, Oribi, Savage, Serapis, Swift, Verulam и Vigilant для перехода в Кольский залив (операция FX). На переходе, 25 февраля был потерян эсминец Mahratta, только с одним спасённым. 28 февраля крейсер прибыл в Кольский залив.
2 марта крейсер стал флагманом обратного конвоя RA-57, с эскортом в том же составе. 7 марта после прихода конвоя в Лох-Эве, вместе с эсминцами отделился от конвоя. 10 марта продолжил службу в Плимуте.
23 марта провёл неудачный рейд с эсминцем Ashanti и канадскими эсминцами Athabaskan, Haida и Huron 10-й флотилии эсминцев (операция серии Tunnel).
25 марта обстреливал береговые батареи возле Иль-де-Бас (Ile de Bas).
26 апреля вместе с эсминцами 10-й флотилии участвовал в бою с немецкими миноносцами, ставившими мины северо-западнее Sept Iles. Миноносец T-29 был потоплен.

### Высадка в Нормандии
В мае крейсер был определён для поддержки союзного десанта в Нормандии (операция «Нептун»), выделенный в бомбардировочную группу «А» Западной Task Force, поддерживающей соединение высадки «U». 15 мая крейсер проводил учения по обстрелу с кораблями Бомбардировочной группы у северо-западной Шотландии и участвовал в других учениях с кораблями Home Fleet.
31 мая сосредоточен в Клайде с линкором США Nevada, крейсерами Hawkins и Enterprise и американскими крейсерами Quincy и Tuscaloosa. В начале июня корабли совершили переход в Канал в составе конвоя U-1A, прикрываемого четырьмя эсминцами. 4 июня операция была отложена на 24 часа. 5 июня совершил переход через проложенный канал с бомбардировочным Соединением «A». Монитор Erebus присоединился к Соединению из Веймута.
6 июня, по прибытии, занял позицию обстрела. Оказывал поддержку артиллерийским обстрелом штурмовым десантам на плацдарме ЮТА с кораблями Force A и голландским монитором Soemba. Обстреливал береговые батареи возле Сен-Ва-ла-Уг. По выходу из состава Западной оперативной группы предпринял проход к Тайну для ремонта.

### Высадка в Южной Франции
В июле Блэк Принс был назначен на службу в Средиземноморье для поддержки союзной высадке на юге Франции (операция Драгун). Корабль совершил переход в Гибралтар на соединение с 15-й эскадрой крейсеров. Был выделен в группу поддержки огнём Alpha.
2 августа предпринял переход из Гибралтара для присоединения к оперативной группе 84 (Task Force 84) ВМС США. 15 августа обеспечивал поддержку артиллерийским огнём совместно с линкором Ramillies, крейсерами Orion, Ajax, Aurora, американским крейсером Quincy и крейсером Свободной Франции Gloire. Обстреливались батареи береговой обороны перед высадкой 3-й дивизии США. Во время штурма оказывалась огневая поддержка по требованию. Всего было выпущено 80 снарядов.
20 августа были обстреляны батареи Giens, совместно с французским крейсером Emile Bertin, американскими крейсерами Augusta и Philadelphia. Разрушен Гольф Отель недалеко от Йера (Hyères).

### Действия в Эгейском море
В сентябре, после окончания операции Драгун, вернулся под британский контроль командования на Средиземноморье. Назначен на службу в Восточном Средиземноморье с британскими силами в Эгейском море (British Aegean Force). 24 сентября был развёрнут с крейсерами Orion, Ajax, Royalist, Argonaut, Aurora и Ceylon в British Aegean Force, для поддержки союзных войск, освобождающих Эгейские острова.
Совершил переход из Неаполя вместе с эскортным авианосцем Stalker. 25 сентября провёл предварительную рекогносцировку совместно со Stalker и двумя эсминцами. 26 сентября действовал по перехвату вражеских эвакуационных конвоев, следующих в греческие порты. Поддерживает союзные десантные операции. 29 сентября обстреливал Скирос совместно с эсминцами, прикрываемыми военно-морскими самолётами с авианосца. Обстрелял аэродром Малеме на Крит. Перешёл в Александрию вместе со Stalker.
7 октября с эсминцем Terpsichore, участвовал в бою против эвакуационного корабля под Велосом.
15 октября прикрывал высадку в Пирее вместе с крейсерами Aurora, Ajax и Orion, эскортными авианосцами Stalker, Attacker и Emperor (операция Manna). Войска, транспортные средства и припасы были погружены в Александрии.

### В составе Восточного флота
25 октября переведён в состав Восточного флота и отправлен в Тринкомали.
20 ноября прикрывал авиационные удары авианосцев Indomitable и Illustrious на Белаван Дели (Belawan Deli), на Суматре с крейсерами Newcastle и Argonaut, прикрываемые пятью эсминцами. Отклонились от первоначальной цели Pangkalan Brandan из-за погоды (операция Outflank).

### В составе Тихоокеанского флота
22 ноября Блэк Принс передан формирующемуся британскому Тихоокеанскому флоту, для действий с 4-й крейсерской эскадрой.
17 декабря Соединение TF67 в том же составе, что и ранее, нанесло повторный удар по целям в Belawan Deli (операция Robson).
4 января 1945 года в составе Соединения TF67: авианосцы Indomitable, Victorious и Indefatigable, крейсера Suffolk, Argonaut и Ceylon и 8 эсминцев, участвовал в обеспечении нанесения воздушных ударов по нефтеперерабатывающим заводам на Суматре в Pangkalan Brandan (операция Lentil).
16 января совершил переход из Тринкомали на Тихоокеанский театра с кораблями Британского Тихоокеанского флота в составе Task Force 63.
24 января Блэк Принс с частью сил эскорта отсоединился с авианосцами Indomitable, Illustrious и Victorious для нанесения удара по нефтеперерабатывающим заводам в Pladjoe, севернее Палембанга (операция Meridian I).
29 января Повторная операция против нефтеперерабатывающих заводов в Soengi-Gerong, в ходе которой корабли подвергалась атакам камикадзе. Вражеские самолёты были уничтожены самолётами флота до подлёта тех к оперативной группе.
В феврале крейсер совершил переход в Сидней. По прибытии, начал подготовку к совместным операциям с 5-м флотом США под командованием ВМС США. 20 марта прибыл на атолл Улити для действий с Task Force 57.
23 марта убыл с Улити вместе с Task Force 57: линкоры King George V (флагман) и Howe, авианосцы Indomitable, Indefatigable, Victorious и Implacable, крейсера Swiftsure, Gambia, Black Prince и Argonaut (4-я эскадра крейсеров), крейсер Euryalus и эсминцы 24-й, 25-й и 27-й флотилий. с 26 по 28 марта вместе с крейсерами Swiftsure, Argonaut и Euryalus прикрывал авиационные удары британских авианосцев против аэродромов на островах Сакисима (операция Iceberg). 31 марта возобновил действия после заправки. 1 апреля корабли оказались под ударами камикадзе, во время которых были поражены авианосец Indefatigable и эсминец Ulster. 6 апреля возобновил действия после заправки, подвергся атаке камикадзе. 9 апреля вместе с британскими кораблями отделился от флота для нанесения ударов по Формозе (операция Iceberg Oolong). 11 апреля операция была задержана из-за погоды. 12 апреля обеспечивал воздушные атаки по аэродромам Формозы, сами подвергаясь воздушным атакам. 16 апреля британские корабли вернулись к островам Сакисима. 20 апреля вернулся в Лейте с TF57 для обслуживания и ремонта повреждённых кораблей.
1 мая отправился из Лейте на прикрытые воздушные операции британских авианосцев (операция Iceberg II). При этом авианосец Formidable заменил Illustrious. 4 мая Блэк Принс отделён с линкорами King George V и Howe, крейсерами Swiftsure, Uganda, Gambia, Euryalus и эсминцами 25-го дивизиона в качестве эскорта во время бомбардировки островов Мияко (Miyako Shima). Обеспечивал с крейсером Euryalus зенитную защиту в Нобара. Прикрывал лётные операции авианосца и находясь под атакой камикадзе. Formidable пострадал с тяжёлыми жертвами, включая восемь убитых. Помогал TF57 в зенитной обороне во время повторных атак камикадзе, во время которых был нанесён удар по Indomitable. 9 мая корабли снова находились под атаками камикадзе, во время которых Formidable был снова поражён. 12 мая крейсер, после очередной дозаправки, возобновил службу, обеспечивая прикрытие от атак камикадзе. 20 мая принял на буксир эсминец Quilliam от эсминца Norman, до прибытия буксира Weasel. Остался с повреждённым кораблём в качестве эскорта. 25 мая с кораблями TF 57 прекратил операции и ушёл на период отдыха и восстановления сил в Сидней.
В июне корабли британского Тихоокеанского флота были переданы 3-му флоту США, в то время, как были произведены изменения в структуре командования ВМС США. Они были переименованы в Task Force 37, которую составили: линкор King George V (Флагман), авианосцы Formidable, Victorious и Implacable, крейсера Black Prince, Euryalus, Achilles, Uganda и Gambia, 4-я флотилия эсминцев — Undine, Urania, Urchin, Undaunted, австралийские Quiberon, Quickmatch, Quality и Quadrant. 24-я флотилия эсминцев — Tenacious, Termagant, Terpsichore и Teazer.
28 июня Блэк Принс вместе с кораблями Task Force 37 вышел с острова Манус. На переходе выполнялись учения, а 4 июля корабли вернулись на Манус.
6 июля крейсер отправился из Мануса, чтобы присоединиться к 3-му флоту США для совместных операций у Японии (подготовительный этап операции Olympic). Однако ремонтные работы после взрыва дефектного снаряда в передней установке, задержали его отплытие.
16 июля крейсер прикрывал лётные операции британских авианосцев против целей в районе Иокогама — Токио. 17 июля прикрывал обстрел британскими линкорами целей в районе Токио. 18 июля снова присоединился к группе авианосцев TF37 для обеспечения полётов в ротации с авианосцами ВМС США. К началу августа нехватка топлива на британских флотских судах снабжения, обеспечивавших пополнение TF37, стала очевидной. 2 августа Блэк Принс был развёрнут с другими крейсерами эскадры в качестве линии радиосвязи между кораблями TF37 и TF38 США. 9 августа крейсер соединился с кораблями оперативной группы США для операций у Японии. Прикрывал действия групп авианосцев по целям в северном Хонсю и Хоккайдо. Но 12 августа крейсер вернулся с TF37 в Манус из-за нехватки нефтяного топлива на танкерах британского флота. Линкор KING GEORGE V, авианосец Undefatigable, крейсера Gambia и Newfoundland, эсминцы Troubridge, Tenacious, Termagant, Terpsichore, Teazer, Barfleur, Napier, Nizam, Wakeful и Wrangler были оставлены в оперативном районе в составе Task Force 38 и стали вновь созданной Task Group 38.5.
До окончания войны крейсер 27 августа был передислоцирован под контроль британского флота в состав Task Group 111.2 и предпринял переход из Субик-Бей в Гонконг. TG111.2 включала в себя авианосцы Indomitable и Venerable, крейсер Swiftsure и эсминцы.

### Послевоенная служба
После окончания войны Блэк Принс вернулся в Великобританию и был выведен в резерв в 1947 году. В 1948 году он был передан в аренду Королевскому военно-морскому флоту Новой Зеландии и оставался на этой службе до 1962 года, когда был помещён в Список на утилизацию. Он был продан на разборку в Японию, куда прибыл 2 марта того же года.